# تريفون هيوز
تريفون هيوز (بالإنجليزية: Trévon Hughes)‏ مواليد 4 أبريل 1987 في كوينز، هو لاعب كرة سلة أمريكي. بدأ مسيرته الاحترافية في سنة 2010. يلعب مع شوليه باسكت في الدوري الفرنسي لكرة السلة الدرجة الأولى كلاعب هجوم خلفي. يحمل الرقم 3.

## المسيرة الاحترافية
لعب مع نادي أوليمبيا لكرة السلة في سنة 2010، ثم لعب مع في إي إف ريغا في سنة 2011، ثم لعب مع تي بي بي ترير في الدوري الألماني في موسم 2013–2014، ثم لعب مع ميدي بايرويت في موسم 2014–2015، ثم لعب مع شوليه باسكت في الدوري الفرنسي في سنة 2015.

## روابط خارجية
- تريفون هيوز على موقع كرة السلة الأوروبية.كوم (الإنجليزية)
- تريفون هيوز على موقع كلية كرة السلة في سبورتس رفرنس.كوم (الإنجليزية)
- تريفون هيوز على موقع ريلجم (الإنجليزية)
- تريفون هيوز على موقع بروبوليرز (الإنجليزية)
- تريفون هيوز على موقع سبورتس رفرنس (الإنجليزية)